# النجمه‌(هندبال)
باشگاه النجمه (هندبال) (عربی: نادی النجمة) باشگاه چند ورزشی مستقر در منامه در کشور بحرین است.باشگاه هندبال النجمه در سال ۱۹۴۶ تأسیس شد ، این باشگاه دارای بخش های هندبال تیم بحرین است و توسط فدراسیون هندبال بحرین کنترل می شود. در نوامبر 2019 علی سید الفلاحی به عنوان سرمربی خود بازگشت.
این تیم در سال ۲۰۲۲-۲۰۲۳ قهرمان جام باشگاه‌های هندبال آسیا شد.